# شوالیه خیابان‌ها (فیلم ۱۹۹۳)
شوالیه خیابان‌ها (به انگلیسی: Street Knight) یک فیلم اکشن آمریکایی محصول سال ۱۹۹۳ میلادی به کارگردانی آلبرت ماگنولی با بازی جف اسپیکمن است.

## بازیگران
- جف اسپیکمن
- کریستوفر نیم
- جنیفر گاتی
- ریچارد کوکا
- برنی کیسی
- رامان فرانکو
- ریچارد آلن[۲][۳][۴][۵]
- لوئیس ون برگن

## داستان
جیک بارت (جف اسپیکمن) یک پلیس سابق است که در پی حادثه‌ای که در نجات یک گروگان جوان از یک جنایتکار آشفته نتوانست از LAPD بازنشسته شود. این حادثه در چند سال گذشته او را آزار داده‌است، و او در حال حاضر مشغول تعمیر اتومبیل در یک گاراژ است که زمانی متعلق به پدرش بود.